# Mrs. Salkım's Diamonds
Mrs. Salkım's Diamonds (en turco: Salkım Hanım'ın Taneleri) es una película de drama turca de 1999, dirigida por Tomris Giritlioğlu, basada en la novela histórica del mismo nombre escrita por Yılmaz Karakoyunlu. La película, estrenada a nivel nacional el 19 de noviembre de 1999, ganó premios en festivales de cine de Antalya y Estambul, incluyendo el Premio Naranja de Oro a la Mejor Película, y fue la representante de Turquía en la 72.ª entrega de los Premios Óscar para el Premio de la Academia como Mejor Película Extranjera, pero no fue aceptada como candidata.

## Novela
La novela “The pearls of Ms. Salkım” (en turco Salkım Hanımın Taneleri, en español "Las perlas de la Señora Salkım"), escrita por el autor turco y miembro del partido ANAP Yilmaz Karakoyunlu en 1990, cuenta historias y testimonios de los no-musulmanes durante el Varlik Vergisi (impuesto al capital de los ciudadanos turcos en 1942). La novela fue llevada a la pantalla en una película de 1999.

## Cine
La película se desarrolla durante el período del Varlik Vergisi cuando muchos no-musulmanes se vieron obligados a pagar impuestos más altos, a menudo de forma arbitraria y poco realista. Alrededor de dos mil ciudadanos no-musulmanes, que no podían pagar la cantidad exigida por el impuesto dentro del plazo de treinta días, fueron arrestados y enviados a un campamento de trabajo forzado en Aşkale, Erzurum, provincia del este de Turquía. 21 de estos obreros murieron allí.
Los diálogos de la película están en turco, con algunas partes en armenio. La película sigue la situación de una familia y las huellas de cómo fueron afectados por los impuestos y otras políticas dirigidas a las minorías étnicas no-musulmanes. La trama tiene a un joven hombre armenio llamado Levon que es enviado a Askale junto con un hombre que se consideraba a sí mismo de etnia turca, sólo para descubrir que tenía ascendencia judía en su linaje (donme). Nora, es una mujer armenia que fue violada. Se suicida, pero antes comete un homicidio, al asesinar a su bebé, ya que no quiere tener un hijo de un embarazo involuntario.

## Producción
La película fue filmada en Aşkale, Büyükada y Mardin.

## Elenco
- Hülya Avşar como Nora.
- Kamran Usluer como Halit Bey.
- Zuhal Olcay como Nefise.
- Ugur Polat como Levon.
- Derya Alabora como Nimet.
- Güven Kıraç como Bekir.
- Zafer Algöz como Durmuş.
- Murat Daltaban como Clarinetista Artin.

## Premios

### Festival Internacional de Cine de Antalya
- Mejor Película (Golden Orange): Tomris Giritlioğlu
- Mejor Actor: Ugur Polat
- Mejor Música: Domador De Çıray
- Mejor Dirección de Arte: Ziya Ulkenciler
- Mejor Edición de Película: Mevlüt Kocak

### Festival Internacional de Cine de Estambul
- Mejor Actor: Güven Kıraç[6]

## Reacciones
Ahmet Çakar, miembro del Parlamento desde el MHP, se indignó en la proyección y la consideró como indecente e inaceptable bajo la guía del nacionalismo.